# Cidariophanes muscosa
Cidariophanes muscosa là một loài bướm đêm trong họ Geometridae.